# Спомен-костурница на Мачковом камену
Спомен-костурница на Мачковом камену је меморијални споменик културе од изузетног значаја, који се налази на коти 924 мнм (Мачков камен), на планини Јагодња, у коме су похрањени посмртни остаци погинулих ратника из Првог светског рата.

## Историја
Спомен-костурница се налази на самом врху Мачков камен. Изградња овог споменика српским борцима иницирана је од стране „Одбора за подизање капеле на Мачковом камену“ давне 1925. године. Иницијативу је покренуо тадашњи министар грађевина, Милорад Вујичић, а одбор су сачињавали Љуба Јовановић (председник Народне скупштине), Ђорђе Вајферт (гувернер Народне банке), др Арчибалд Рајс, као и тридесетак најугледнијих грађана Рађевине и Азбуковице. Пројекат Спомен костурнице израдио је члан Одбора, архитекта Момир Коруновић док је израда поверена Шими Франовићу из Црквенице. За саму изградњу вађен је камен из села Кржава и Планина, а пренос камена као и осталог материјала извршили су добровољно сељаци из околине. Коначно, спомен-костурница саграђена је 1929. године. У августу 1931. године извршен је пренос костију палих ратника. Тај посао извршили су војници болничари по дозволи Министарства Војске.

## Изглед спомене костурнице
Споменик је висине осам метара, израђен је од притесаних гранитних блокова у виду капеле са звоником на чијем врху се налази крст. Капела има двокрилна, решеткаста врата, а у унутрашњости је фреско-икона Богородице са младенцем, рад сликара Живорада Настасијевића. Простор око споменика је ограђен 1936. године. На стубовима капије су две спомен-плоче са стиховима Војислава Илића Млађег, а између стубова и над вратима је натпис „Отаџбина палим херојима“.

## Стихови на спомен костурници
Незнани брате, кад путем наиђеш,
За један часак застани у ходу,
И сврати овде где спавају жртве,
Из исполинске борбе за слободу.
Поклон' се светој костурници њиној
И опомен' се, затварајућ' врата:
Да право значи више него сила,
И да је Давид сурво Голијата.
(Стихови Војислава Илића Млађег)
Југословени, о, рођена браћо,
Одбац' те расправе и трвење свако!
Закунте се на љубав и слогу
Па ће нам бити и у гробу лако!
(Стихови Војислава Илића Млађег)

## Конзерваторско – рестаураторски радови
На спомен-костурници на Мачковом камену изведени су 1994. године конзерваторско – рестаураторски радови који су обухватили уређење платоа и прилазне стазе, као и конзервацију спојница споменика и рестаурацију иконе у унутрашњем његовом делу. Током протеклих година оштећене су спојнице, вода је поново продирала у споменик, те су 2005. године изведени радови партерног уређења.

## Галерија
- Унутрашњост капеле
- Унутрашњост капеле
- Капија